# Sicherheitsdienst des Reichsführers SS

Ärmelraute des Sicherheitsdienst des Reichsführers SS.

Der Sicherheitsdienst des Reichsführers SS (kurz SD) war ein zentraler Teil des Macht- und Unterdrückungsapparates im NS-Staat und während des Krieges im besetzten Europa. Er wurde 1931 als Geheimdienst der zur NSDAP gehörigen SS gegründet und unterstand ab 1939 dem Reichssicherheitshauptamt (RSHA), das zugleich von ihm dominiert wurde. Aufgabe des SD war die gezielte Bekämpfung und Vernichtung politischer Gegner sowie die Einschüchterung der Bevölkerung. Der SD war für zahlreiche Verbrechen im sogenannten Altreich sowie für Kriegsverbrechen in den von der Wehrmacht besetzten Gebieten verantwortlich. Von Anfang an nutzte er das Instrumentarium der Spionage, verdeckten Operationen und der Ermordung von Regimegegnern.

## Geschichte

### Entstehung und Funktion

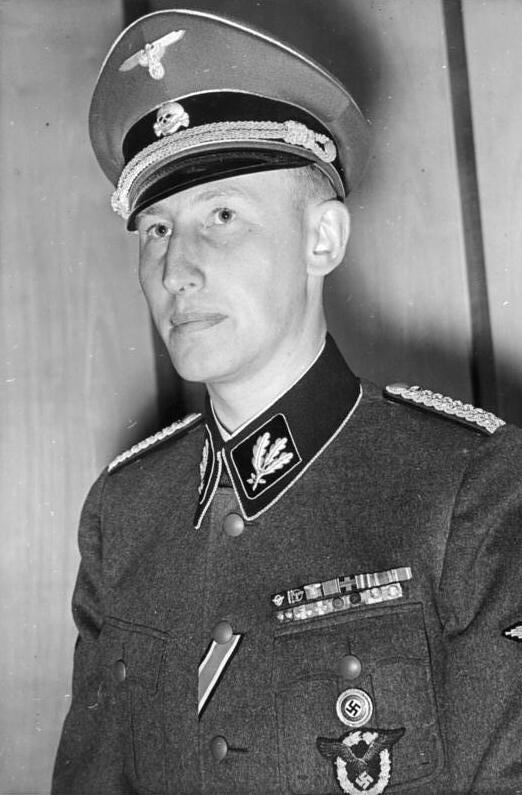
Der Chef des SD Reinhard Heydrich (1940)

Der Sicherheitsdienst der SS wurde am 4. September 1931 durch einen geheimen Befehl des Reichsführers SS Heinrich Himmler als Geheimdienst innerhalb der SS-Struktur in Auftrag gegeben und dem frisch rekrutierten Reinhard Heydrich unterstellt. Mit lediglich drei kurzfristig eingestellten Mitarbeitern nahm er noch im gleichen Jahr seine Tätigkeit auf. Zu Beginn in Anlehnung an die militärische Institution noch „Ic-Dienst“ genannt, änderte Heydrich den Namen während des Verbotes der SA und SS von April bis Juni 1932 zur Tarnung in „PI-Dienst“ (Presse- und Informationsdienst), bevor das Referat schließlich zum „Sicherheitsdienst“ wurde. Anfangs noch als lockeres nachrichtendienstliches System tätig, wurde er ab Sommer 1932 zur Sonderabteilung der SS erhoben. Finanziell gespeist wurde der SD dabei bis zum Ende seiner Existenz aus dem Etatbereich des Reichsschatzmeisters der NSDAP, Franz Xaver Schwarz.
Am 27. Januar 1933, noch vor der Machtergreifung des Nationalsozialismus am 30. Januar 1933, befahl Himmler seinem Untergebenen Heydrich, die Zentrale des SD von München nach Berlin zu verlegen. Jedoch erwies sich der SD für die eigentlichen Aufgaben, als Nachrichtendienst der NSDAP, nun auch noch staatliche Funktionen zu erfüllen, organisatorisch und personell noch zu schwach. Zwar hatte der Nachrichtendienst spätestens ab Sommer 1932 mit der Nachrichtenbeschaffung, der Überwachung und Terrorisierung politischer Gegner sowie Überprüfung von Parteimitgliedern selbst begonnen. Für eine umfassende staatlich betriebene Unterdrückung der Bevölkerung, wie von Adolf Hitler und Himmler bestimmt, fehlte ihm aber noch Einiges. Vor allem verfügte er über keine Exekutivinstrumente. Wie von Beginn des Bestehens der Partei als „Fememord“ praktiziert, liquidierte nun der SD unliebsame Personen, wie beispielsweise den Vorgänger Heinrich Himmlers in der SS Erhard Heiden im Frühling 1933, Journalisten und mögliche Konkurrenten. Noch war aber die Dominanz der SA und deren Institutionen nicht gebrochen. Ab Februar 1933 unterlief der SD personell gezielt die wichtigsten Exekutivorgane auf Länder- sowie Reichsebene, dazu gehörten vor allem die Politische Polizei und die im April neu geschaffenen Geheimen Staatspolizei (Gestapo), die ein wichtiger Kooperationspartner wurde, da sie über Exekutivgewalt verfügte. Noch vor der Röhm-Affäre im Sommer 1934 wurde die Zuständigkeiten genauer justiert. Für die über 100 Morde während der „Nacht der langen Messer“, wie die Beseitigung der SA-Führungsspitze in den Tagen des 30. Juni und 1. Juli 1934 auch bezeichnet wurde, hatte der SD die informellen und logistischen Vorarbeiten geleistet. Nach den Dienstalterslisten der SS wurden daraufhin mehrere SD-Führer, Heydrich bereits am 30. Juni 1934, befördert. Kurz danach wurde er durch entsprechende Verordnungen rechtlich sanktioniert. So wurde der SD offiziell zum Spionage- und Gegenspionagedienst der NSDAP, der sich dabei auch der Gestapo bei der Entlarvung von Staatsfeinden bediente. Denn noch verfügte er selbst weiterhin nicht über exekutive Instrumentarien. Endgültig ab Sommer 1935 wurde dem SD das nachrichtendienstliche Monopol im NS-Staat bestätigt. Damit war er zwar der militärischen Abwehr und dem Forschungsamt (FA) gleichgestellt, befand sich jedoch zunehmend in Konkurrenz zu den beiden anderen geheimdienstlichen Institutionen.
In einem Vortrag vor Offizieren der Wehrmacht fasste Himmler im Januar 1937 die nachrichtendienstlichen Aufgaben des SD wie folgt zusammen: „Die Gebiete, die er [der SD] bearbeitet, sind vor allem Kommunismus, die Tätigkeit politisierender Konfessionen und Reaktion. Auch hierbei aber interessieren nicht die Einzelfragen der Exekutive. […] Den Sicherheitsdienst interessieren nur die großen weltanschaulichen Fragen.“
Durch Erlass von Rudolf Heß vom 9. Juni 1934 in seiner Funktion als Stellvertreter des Führers wurde der SD zum einzigen parteiinternen Nachrichtendienst der NSDAP. Der Erlass sah eine Überführung der anderen Nachrichtendienste der Partei in den SD vor. Für die SA und deren Nachrichtendienst stand somit die Liquidation bzw. Brechung ihrer Machtstellung auf dem Plan. Weiterhin wurde bestimmt: „[…] 4. Nach der Überführung darf neben dem Sicherheitsdienst des Reichsführers SS kein Nachrichten- oder Abwehrdienst der Partei mehr bestehen, auch nicht in der Form einer Inlandsnachrichtenorganisation für außenpolitische Zwecke.“ Im Jahr 1935 erfolgte der endgültige Umzug des Sicherheitsdienstes von München nach Berlin.
In einer Anordnung vom 14. Dezember 1938 bestätigte Heß das nachrichtendienstliche Monopol: „Der Sicherheitsdienst des Reichsführers SS ist durch meine Anordnung vom 9.6.1934 als einziger politischer Nachrichten- und Abwehrdienst der NSDAP, ihrer Gliederungen und angeschlossenen Verbände eingesetzt worden. Der SD-RF-SS ist also eine Einrichtung der Partei. Der organisatorische und menschliche Träger dieser Einrichtung ist die SS als Gliederung der Partei.“
1935 erfolgte die Unterteilung in den „Allgemeinen SD“, der daraufhin mit Angehörigen der Sicherheitspolizei (Sipo) besetzt wurde, und den wichtigeren „Nachrichten-SD“, der die Bevölkerung überwachte. Die Ergebnisse wurden in den sogenannten „Leitheften“ und später den Meldungen aus dem Reich zusammengefasst. Zu diesem Zweck standen dem SD 52 SD-(Leit-) Abschnitte mit 51 Haupt- und 519 Außenstellen zur Verfügung (Auflistung siehe SD-Oberabschnitt). 1944 arbeiteten dort 6.482 hauptamtliche SD-Angehörige und über 30.000 V-Leute. Insgesamt war der SD bis Mitte 1944 auf 18.284 Personen hauptamtlichen Personals angewachsen.
Im Herbst 1938 wurde der SD schließlich zu einer staatlichen Institution erhoben. Ein Erlass des Reichsministeriums des Innern vom 11. November 1938 erklärte: „Der Sicherheitsdienst des RFSS hat als Nachrichtenorganisation für Partei und Staat – insbesondere zur Unterstützung der Sicherheitspolizei – wichtige Aufgaben zu erfüllen. Der SD wird damit in staatlichem Auftrage tätig. Das erfordert ein enges und verständnisvolles Zusammenarbeiten zwischen dem SD und den Verwaltungsbehörden der Allgemeinen und Inneren Verwaltung.“

## Bildung des Reichssicherheitshauptamtes
Aus den Leitungsinstanzen der Geheimen Staatspolizei, der Kriminalpolizei – beide waren inzwischen zur Sicherheitspolizei vereinigt – und dem Sicherheitsdienst wurde am 27. September 1939 das Reichssicherheitshauptamt (RSHA) gebildet. Das war eine Zusammenführung der bisherigen staatlichen und Parteiinstitutionen zur Beobachtung, Verfolgung und Vernichtung der Gegner und Straftäter des nationalsozialistischen Staates unter einem Dach als effektive Terror- und Verfolgungsorganisation unter den Bedingungen des Krieges. Sie war keine reine Polizeibehörde, noch eine typische geheimdienstliche Einrichtung. Mit ihm war eine Institution völlig neuen Types, ohne vorangegangenen historischen Vorläufer zur Umsetzung der nationalsozialistischen Rasse- und Vernichtungspolitik entstanden.
Von den ursprünglich sechs Ämtern besetzte der SD innerhalb des RSHA insgesamt vier Aufgabenbereiche. Gleichermaßen stellte der SD die jeweiligen Amtsleiter dieser Teilbereiche:
| Amt I   | Verwaltung und Recht      | Werner Best    |
| Amt II  | Gegnererforschung         | Franz Six      |
| Amt III | Deutsche Lebensgebiete    | Otto Ohlendorf |
| Amt VI  | Auslandsnachrichtendienst | Heinz Jost     |

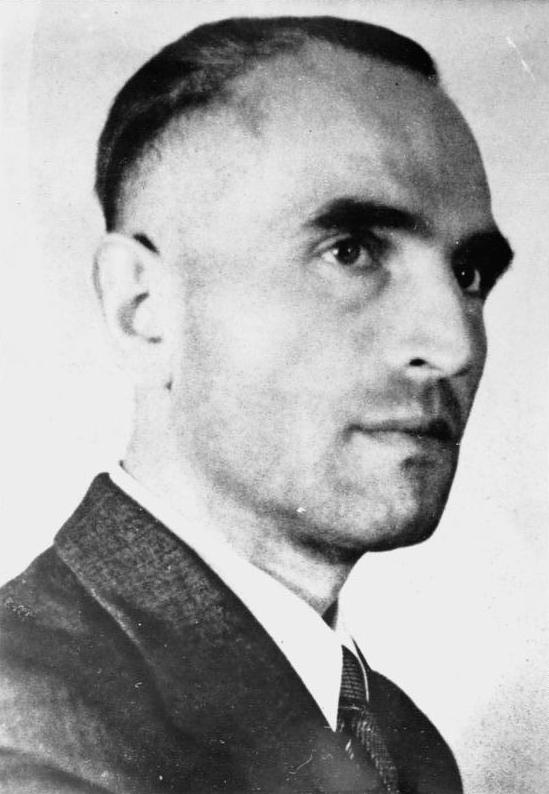
SD-Funktionär Werner Best im Jahre 1942

In einer ersten Änderung in der Organisationsstruktur Mitte 1940 wurde Amt I in zwei Ämter aufgegliedert. Amt I unter der Leitung von Bruno Streckenbach war fortan für Personalbelange zuständig, das neugebildete Amt II unter Best für Organisation, Verwaltung und Recht. Das bisherige Amt II wurde das neue Amt VII „Weltanschauliche Forschung und Auswertung“ mit dem Leiter Franz Six. Damit standen dann, neben Heydrich als Chef der Behörde, ab Mai 1940 fünf der Ämter unter der Führung von SD-Offizieren. Zugleich befanden sich inhaltlich fest in den Händen des SD, die sogenannte „Gegnerforschung“, der Inland-Geheimdienst, der Auslands-Nachrichtendienst, die „Weltanschauliche Forschung und Auswertung“ – in Gestalt des Amtes VII, Teile der „Deutschen Lebensgebiete“ mit ihren Exekutivfunktionen, der Personalbereich im Amt I mit seinen Auswahl- und Erziehungsfunktionen.
Einen deutlichen Machtzuwachs erfuhren der Sicherheitsdienst, das Reichssicherheitshauptamt und Reinhard Heydrich im Jahr 1941. Bereits mit dem deutschen Überfall auf die Sowjetunion im Sommer 1941 waren sowohl die beiden Institutionen als auch ihr Chef mit neuen Vollmachten in den Mittelpunkt der Kriegsführung gerückt worden. Fast zeitgleich war durch Hermann Göring die „Endlösung der Judenfrage“ als federführende Organisation und in personeller Verantwortung übertragen worden. Zusätzlich war Heydrich in Personalunion zum stellvertretenden Reichsprotektor für das besetzte Gebiet der Tschechoslowakei ernannt worden. Dort bildete er, nun mit konkreter regionaler staatlicher Macht ausgestattet, analoge Organisationsformen und setzte konzentriert die Methoden des Sicherheitsdienstes zur Verfolgung und Vernichtung um. Das erfolgte jedoch nicht nur in den Grenzen des Generalgouvernements.
Nach wie vor konkurrierten in der Auslandsspionage der SD mit staatlichen Organisationen, insbesondere dem Amt Ausland/Abwehr des Oberkommandos der Wehrmacht. Bereits lange vorher versucht und vorbereitet nutzte der SD dann das Attentat vom 20. Juli 1944 nunmehr auch diese Institution auszuschalten und die alleinige Macht als staatlicher Geheimdienst auszuüben. Dies bereitete ihm Anfangs, da er weder über die notwendigen Auslandsnetze noch das erfahrene Personal verfügte, enorme Schwierigkeiten. Der Auslands-SD unterhielt zwar vorher ebenfalls eigene Agentennetze im Ausland, z. B. im Vatikan, und unterstützte ausländische faschistische Organisationen. Dazu zählten auch die an den deutschen Botschaften und Gesandtschaften installierten Polizeiattachés mit ihren Geheimen Informanten. Vor allem aber in den von Deutschen bewohnten Gebieten in Polen und der Tschechoslowakei, aber auch in anderen Teilen Mittelosteuropas organisierte der Auslands-SD seit 1934 terroristische Gruppen unter den deutschen Minderheiten, die als sogenannte Fünfte Kolonnen die deutsche Besetzung vorbereitet hatten. Vor allem betraf das die Okkupation des polnischen Territoriums 1938 und anschließend der „Resttschechei“. Auch der im August 1939 erteilte Auftrag zum fingierten Überfall auf den Sender Gleiwitz war ein Projekt des SD. Die Qualität seiner Arbeitsergebnisse jedoch, blieben bis 1945 in der Auslandsaufklärung weit hinter den seiner Vorgänger zurück.
Seinen Sitz hatte die Verwaltung des SD und Teile seines Geheimdienstapparates (Nachrichten-SD) im Prinz-Albrecht-Palais in der Wilhelmstraße 102 in Berlin. Das Grundstück gehört heute zur Gedenkstätte Topographie des Terrors.

### SS-Einsatzgruppen und Judenverfolgung
Der SD war maßgeblich an der Aufstellung und Ausrüstung der SS-Einsatzgruppen beteiligt. Auch die ideologische Ausrichtung und moralische Vorbereitung des Personals lag in seiner Hand. Aus ihrer „rassebezogenen“ Ausrichtung wurden ihnen die Juden als „natürliche“ Feinde des Staates und der NSDAP sowie als Minderwertig dargestellt. Diese Haltung kam bereits im Dezember 1936 in einer Denkschrift der „Abteilung Juden“ (Abteilung II 112) zum Ausdruck, in der als „vorläufiges Ziel […] die Befreiung Deutschlands von den Juden“ bekanntgegeben wurde.
Die ersten Operationen der Einsatzgruppen erfolgten während der Annexion Österreichs im März 1938 und im Zuge des Einmarsches deutscher Truppen der Wehrmacht in das Sudetenland im Oktober 1938. Ein undatierter Referentenentwurf des SD-Hauptamtes aus jener Zeit präzisiert die Aufgaben und Rolle, die darin bestand: „Der SD folgt, wenn möglich, unmittelbar hinter der einmarschierenden Truppe und übernimmt analog seiner Aufgaben im Reich die Sicherung des politischen Lebens. Maßnahmen im Reich stehen unter der Leitung der Gestapo. SD wirkt mit. Maßnahmen im besetzten Gebiet stehen unter der Leitung eines höheren SD-Führers.“
Vor dem Überfall auf Polen im September 1939 wurden gleichermaßen Einsatzgruppen bereitgestellt, die mit der „Bekämpfung aller reichs- und deutschfeindlichen Elemente rückwärts der fechtenden Truppe“ beauftragt waren. Ihnen war in den Vorbereitungslagern die Freigabe zum Mord erteilt worden. „Ziel ist Beseitigung der lebendigen Kräfte…Brutales Vorgehen.“ Insgesamt sechs Gruppen standen bei Ausbruch des Krieges bereit. Zunächst waren fünf Einsatzgruppen aufgestellt worden, um den fünf Armeen der Wehrmacht nachzufolgen. Nachträglich wurde jedoch eine sechste Gruppe gebildet, deren Einsatzgebiet die „Provinz Posen“ sein sollte. Jede der Einsatzgruppen bestand aus zwei bis vier Einsatzkommandos von jeweils 120 bis 150 Mann. Ab dem 12. September 1939 betrug die Gesamtstärke aller Einsatzgruppen rund 2700 Mann. Die Einsatzgruppen setzten sich überwiegend aus Personal der regionalen SS-Dienststellen der ursprünglichen „Sammelplätze“ zusammen, nämlich Wien, Oppeln, Breslau, Dramburg, Allenburg und Frankfurt an der Oder. Die jeweiligen Leiter der Einsatzgruppen und der Einsatzkommandos entstammten dagegen hauptsächlich aus SD-Personal. Zu Beginn ihres Einsatzes in Polen hatten die Einsatzgruppen offiziell die Bezeichnung „Einsatzgruppen der Sicherheitspolizei“ und trugen die Felduniform der SS-Verfügungstruppe mit der SD-Raute am linken Ärmel. Seit September 1939 verübten sie Kriegsverbrechen mit Aufforderung durch die Staats- und SD-Führung. Allein 60.000 nicht am Krieg beteiligte Polen und Juden wurden durch SD-Gruppen in den ersten Monaten des deutschen Überfalls ermordet.

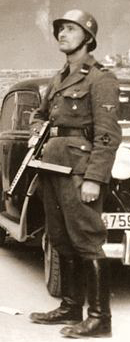
SD-Rottenführer Josef Blösche, während des Warschauer Ghettoaufstands (April/Mai 1943); statt Schulterschnüren oder -klappen jetzt Schulterstücke wie Ordnungspolizei

Reinhard Heydrich fasste diese ersten Operationen der Einsatztruppen unter der Führung des SD in einem Aktenvermerk vom 2. Juli 1940 wie folgt zusammen: „Bei allen bisherigen Einsätzen: Ostmark, Sudetenland, Böhmen und Mähren und Polen, waren gemäß Sonderbefehl des Führers besondere polizeiliche Einsatzgruppen mit den vorrückenden, in Polen mit den kämpfenden Truppen vorgegangen und hatten auf Grund der vorbereiteten Arbeit systematisch durch Verhaftung, Beschlagnahme und Sicherstellung wichtigsten politischen Materials heftige Schläge gegen die reichsfeindlichen Elemente in der Welt aus dem Lager von Emigration, Freimaurerei, Judentum und politisch-kirchlichem Gegnertum sowie der 2. und 3. Internationale geführt.“

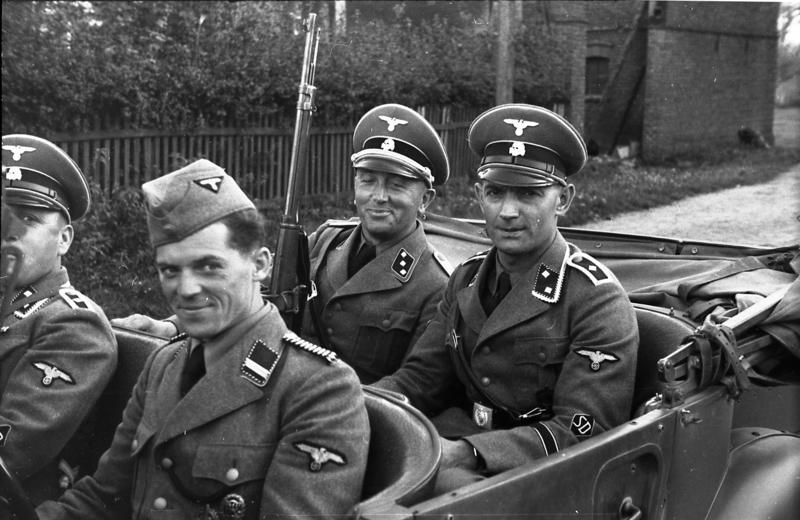
SD-Männer bei einer Aktion zur Verhaftung von Juden in Polen (September 1939). Der Fahrer (ein SS-Rottenführer) ohne die bei der Waffen-SS üblichen Dienstgradwinkel auf dem linken Oberärmel, dafür aber noch die „Schulterschnüre“ der Allgemeinen SS

Während des Überfalls auf Polen begingen die Einsatzgruppen die ersten Massenerschießungen polnischer Zivilisten und Funktionäre. Laut Heydrich führten diese Liquidierungen zu „Reibungen“ mit mehreren Befehlshabern der Wehrmacht aufgrund deren „Unkenntnis“ der „Weisungen des Führers“ und der „weltanschaulichen Gegnerlage“.
SS-Standartenführer Josef Meisinger, bereits als „Schlächter von Warschau“, bekannt geworden, war vom 1. April 1941 bis Mai 1945 als Polizeiverbindungsführer, Polizeiattaché und Sonderbeauftragter des Sicherheitsdienstes an der deutschen Botschaft in Tokio eingesetzt. Meisinger wollte die Japaner davon überzeugen, dass jemand, der ein Anti-Nazi sei, auch ein Anti-Japaner sein muss. Die meisten dieser Anti-Nazis seien aus Deutschland nach Japan beziehungsweise nach Shanghai geflüchtet. Er wollte die Japaner von der Lösung der Judenfrage in Asien, d. h. von der Notwendigkeit, das Shanghaier Ghetto „judenfrei“ zu machen, überzeugen. Er intervenierte diesbezüglich 1941 bei den japanischen Dienststellen und forderte sie auf, die etwa 18.000 jüdischen Flüchtlinge aus Österreich und Deutschland im Shanghaier Ghetto zu ermorden. Dieser Forderung kamen die Japaner jedoch nicht nach.

### Weitere Entwicklung
Bis 4. Juni 1942 wurde das Reichssicherheitshauptamt von Reinhard Heydrich geführt. Nach dessen Tod infolge eines Attentats in Prag übernahm übergangsweise Heinrich Himmler selbst die Führung. Im Januar 1943 wurde Ernst Kaltenbrunner bis Mai 1945 die Leitung des Reichssicherheitshauptamtes übertragen.
Der SD wurde im Rahmen der Nürnberger Prozesse neben der SS und der Gestapo als verbrecherische Organisation verurteilt.
Zahlreiche Mitglieder des SD wurden nach 1945 unter der Leitung des ehemaligen Generalmajors der Wehrmacht-Abteilung Fremde Heere Ost, Reinhard Gehlen, in westliche Geheimdienstorganisationen übernommen – zunächst in die „Organisation Gehlen“, die 1956 im neu gegründeten Bundesnachrichtendienst der Bundesrepublik Deutschland aufging. Andere erklärten sich bereit, für die CIA zu arbeiten oder tauchten ab, um strafrechtlichen Verfolgungen wegen ihrer begangenen Verbrechen zu entgehen. Mehrere von ihnen nahmen eine neue Identität an oder setzten sich ins Ausland ab.

## Leitung und Organisation
Leiter des Sicherheitsdienstes des Reichsführers SS waren:
- von 1931 bis 1942: SS-Sturmführer/SS-Standartenführer/SS-Obergruppenführer und General der Polizei Reinhard Heydrich (ab 1939 als Chef der Sicherheitspolizei und des SD)
- von 1942 bis 1943: Heinrich Himmler (kommissarisch)
- von 1943 bis 1945: Ernst Kaltenbrunner

## Dienstgrade, Uniformen und Abzeichen

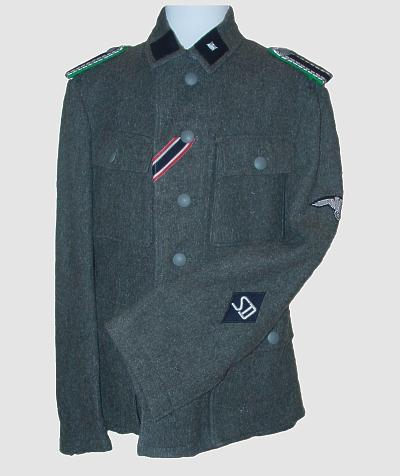
Feldbluse (Modell 1943) eines Unterscharführers des Sicherheitsdienstes (SD) der SS mit der SD-Ärmelraute. Dazu die seit 1942 vorschriftsmäßigen Polizei-Schulterstücke, hier eines Wachtmeisters der Schutzpolizei

Die Dienstgradbezeichnungen des SD entsprachen jenen der SS-Verfügungstruppe bzw. der Waffen-SS. SD-Angehörige, die gleichzeitig Mitarbeiter der Sicherheitspolizei (Kripo oder Gestapo) waren, führten zusätzlich deren Dienstgrade (siehe Dienstgradangleichung). Der SD übernahm mit einigen Abweichungen die Felduniform der Waffen-SS.